# NGC 398
NGC 398 es una galaxia lenticular (S0) localizada en la dirección de la constelación de Pisces. Posee una declinación de +32° 30' 54" y una ascensión recta de 1 horas, 08 minutos y 53,6 segundos.
La galaxia NGC 398 fue descubierta el 28 de octubre de 1886 por Guillaume Bigourdan.